# Вулиця Пендзіхув у Кракові
Вулиця Пендзіхув — вулиця в Кракові в дільниці I на Клепажу.
Ця вулиця, швидше за все, була головною дорогою села Пендзіхув, яке межує з Клепажем, про що вказує межовий камінь, який зберігся донині і вмурований у кінці вулиці. Можливо, назва походить від перегону худоби до міста цим шляхом, від назви сім’ї Пендзіхув, або від ведення засуджених до міської шибениці, яка знаходилася в кінці вулиці біля сучасного будинку престарілих Хельцлів.
З 1441 р. на розі сьогоднішніх вулиць Длугої та Пендзіхува існував костел св. Валентина . Кілька разів руйнувався пожежами та війною, потім відновлювався, але остаточно був зруйнований у 1819 році.

## Забудова
Будинки в основному багатоквартирні та кілька громадських будівель. Більшість із них збудовано в останні двадцять років ХІХ ст., замінили дерев’яну забудову вулиці.
- вул. Пендзіхув, 1 (вул. Длуга, 29) – кам'яниця. Дизайн Максиміліана Ніча, 1875 рік. Зі сторони вул. Пендзіхув встановлено камінь, обрамлений написом: "ЗНАК МЕЖІ МІЖ КЛЕПАЖОМ І ПЕНДЗІХУВОМ",1782 .
- вул. Пендзіхув, 2 (вул. Длуга, 31) – Будинок під мінаретом, також Турецький дім . Кам'яниця збудована у 1883–1885 роках, у 1910 році перебудована за проектом Генрика Ламенсдорфа на 3-поверховий будинок для поміщика Артура Теодора Райського. Його син, засновник польської авіації, льотчик Людомил Райський . На фасаді встановлено меморіальну дошку, присвячену генералу. Перед кам'яницею на невеликій площі стоїть колона зі статуєю Матері Божої 1865 року.
- вул. Пендзіхув, 5 (вул. Врублевського, 1-3) - кам'яниця дизайну Юзефа Покутинського, 1904 рік. Колишнє Головне управління муніципальної поліції в Кракові, тепер тут розташоване 1-ше відділення поліції.
- вул. Пендзіхув, 8 – кам'яниця. Дизайн Стефана Ертеля, 1890 рік.
- вул. Пендзіхув, 11 – будівля колишнього опікунського закладу Товариства «Сімейний дім». Дизайн Олександра Біборського, 1900 рік. Нині паломницько-екскурсійний будинок.
- вул. Пендзіхув,13 – будівля колишнього опікунського закладу Товариства «Сімейний дім». Дизайн Пьотра Козловського, 1897 рік. В даний час діє паломницько-екскурсійний дім і католицькі школи при ньому Пресвятої Родини з Назарету в Кракові [1] які є частиною Католицького Освітнього Центру "Карітас" Краківської Архідієцезії. Є початкова школа і середня школа.
- вул. Пендзіхув, 16-16a – Провінційний будинок Згромадження Дочок Божої Любові [2] – «Інститут Марії». Дизайн Владислава Качмарського, 1899 рік. Оздоблення сграфіто виконав Фридерик Лахнер .
- вул. Пендзіхув, 18 – кам'яниця. Дизайн Теодора Таловського, 1893 рік.
- вул. Пендзіхув, 19 – кам'яниця. Дизайн Теодора Таловського, 1897 рік.
- вул. Пендзіхув, 20 – кам'яниця. Дизайн Теодора Таловського, 1893 рік.
- вул. Пендзіхув, 21 – кам'яниця. Спроектована Олександром Біборським, 1899 рік.
- вул. Пендзіхув, 25-27 – офісний будинок ZUS . Дизайн Юзефа Мітки, 1936 рік. На цій території ще з 15 століття стояли міські шибениці.

## Виноски
1. ↑  Kontakt. Katolickie Centrum Edukacyjne Caritas Archidiecezji Krakowskiej (пол.). Архів оригіналу за 31 березня 2023. Процитовано 31 березня 2023.
2. ↑  Dom Prowincjalny. Zgromadzenie Córek Bożej Miłości (пол.). Архів оригіналу за 22 лютого 2013. Процитовано 31 березня 2023.